# Informationsbedarf
Der Informationsbedarf (englisch information needs) ist im Informationsmanagement und in der Informationswissenschaft der Bedarf eines Wirtschaftssubjekts an Informationen, um anstehende Aufgaben erfüllen oder Entscheidungen treffen zu können.

## Allgemeines
Als Wirtschaftssubjekte mit Informationsbedarf kommen Privathaushalte, Unternehmen oder sonstige Personenvereinigungen und der Staat nebst Untergliederungen in Frage. Sie alle benötigen Informationen, um ihre Arbeitsaufgaben und Kaufentscheidungen (Privathaushalte), Managemententscheidungen (Unternehmen, Behörden) oder öffentlichen Aufgaben (Staat) erfüllen zu können. Der Informationsbedarf umfasst die Art, Menge und Informationsqualität, die ein Wirtschaftssubjekt in einer bestimmten Zeit und innerhalb eines gegebenen Raumgebietes benötigt. Art, Menge und Informationsqualität der Informationen werden auch als objektiver Informationsbedarf bezeichnet.

## Arten
Der objektive Informationsbedarf beschreibt die erforderlichen Informationen aus Sicht der zu treffenden Entscheidung, während der subjektive Informationsbedarf das notwendige Wissen aus Sicht des Entscheidungsträgers (Informationsbedürfnis) beinhaltet.
Der Primärinformationsbedarf ist das Wissen über Daten, Fakten, Hypothesen oder Meinungen, der Sekundärinformationsbedarf das Wissen über die Informationsquellen (Archive, Datenträger, Dokumente). Der konstitutive Informationsbedarf orientiert sich an den konkreten Aufgaben und Entscheidungen und wird durch Ist-Aufnahme ermittelt, der situative wird ereignisabhängig oder periodisch bestimmt.

## Informationsbedarf und Kaufsituationen
Der Informationsbedarf ist auch von der Kaufklasse abhängig:
| Kaufklasse                      | Neuheit des Problems | Informationsbedarf | Berücksichtigung weiterer Alternativen |
| ------------------------------- | -------------------- | ------------------ | -------------------------------------- |
| Neukauf                         | hoch                 | maximal            | bedeutend                              |
| modifizierter Wiederholungskauf | mittel               | eingeschränkt      | begrenzt                               |
| identischer Wiederholungskauf   | gering               | minimal            | keine                                  |

Der identische Wiederholungskauf entspricht der habitualisierten Kaufentscheidung.

## Wirtschaftliche Aspekte
Der Informationsbedarf beruht auf einer Informationsbedarfsanalyse. Nur ein Teil des Informationsbedarfs wird als Informationsnachfrage wirksam. Dabei spielt das Informationsverhalten des Nachfragers eine entscheidende Rolle. Das Informationsverhalten wird einerseits bestimmt durch die Aufnahmefähigkeit und -bereitschaft und Verarbeitungskapazität, andererseits sind die Informationskosten von Bedeutung. Darüber hinaus steht für die Informationsbeschaffung oft nur ein kurzer Zeitraum zur Verfügung. In Zeiten der Informationsüberflutung ist es nicht immer leicht, die bedarfsrelevanten Informationen herauszufiltern. Der Informationsbedarf wird jedoch ökonomisch durch den Informationswert begrenzt.
Der Informationsbedarf spielt im Alltag bei Kaufentscheidungen eine wichtige Rolle. Hier wird der Informationsbedarf insbesondere durch Anprobe, Beratung, Daten (dispositive Daten/operative Daten, Marktdaten, technische Daten), Due-Diligence-Prüfung, Internetportale, Kennzahlen (betriebswirtschaftliche oder volkswirtschaftliche Kennzahlen), Preislisten, Probefahrt, Schaufensterauslagen, Unternehmensdaten oder Warentests befriedigt. In Organisationen sind sowohl der konstitutive als auch der situative Informationsbedarf von Bedeutung. Der konstitutive Informationsbedarf etwa im Marketing sammelt Marktdaten, um mit Hilfe einer Marktanalyse das Marktpotenzial für ein Produkt oder eine Dienstleistung zu ermitteln. Ein situativer Informationsbedarf ist gegeben, wenn aktuelle Marktpreise und Börsenkurse oder Marktvolumina bzw. Handelsvolumina untersucht werden wie etwa im Börsenhandel.
Der Informationsbedarf wird limitiert durch den Zeitaufwand für die Informationssuche und die Informationskosten. Je mehr Informationen beschafft werden, umso höher ist der Informationsgrad, dessen Höhe die Entscheidungsqualität und Arbeitsqualität erheblich verbessert. Je geringer der Informationsgrad ist, umso höher ist das Risiko, eine Fehlentscheidung zu treffen. Die Limitationen und auch schlechthin nicht beschaffbare oder asymmetrische Informationen sorgen dafür, dass ein Informationsgrad von 100 % (also vollständige Information) oft nicht erreichbar ist.